# NGC 1559
NGC 1559 је спирална галаксија у сазвежђу Мрежица која се налази на NGC листи објеката дубоког неба.
Деклинација објекта је - 62° 47' 2" а ректасцензија 4h 17m 36,7s. Привидна величина (магнитуда) објекта NGC 1559 износи 10,4 а фотографска магнитуда 11,1. Налази се на удаљености од 15,914 милиона парсека од Сунца. NGC 1559 је још познат и под ознакама ESO 84-10, AM 0417-625, PGC 14814.